# Звездане стазе: Пикар
Звездане стазе: Пикар (енгл. Star Trek: Picard) америчка је научнофантастична телевизијска серија коју су створили Акива Голдсман, Мајкл Шејбон, Керстен Бејер и Алекс Керцман за Paramount+. Осма је серија Звездане стазе и део Керцмановог универзума Звезданих стаза. Прати пензионисаног адмирала Звездане флоте Жан-Лика Пилара. Почиње крајем 24. века, 20 година након дешавања из филма Звездане стазе: Немезис (2002).

## Радња
Серија почиње 2399. године, 20 година након дешавања из филма Звездане стазе: Немезис (2002). Прати Жан-Лика Пикара који је и даље дубоко под утицајем смрти Дате у филму, као и уништавање планете Ромулус приказаном у филму Звездане стазе (2009). Пикар је у пензији и живи на винограду своје породице, све док се не нађе у новој пустоловини када га посети синтетичка „ћерка” Дате, један од неколико нових синтетичких бића. Пикар се бори за њихово право да постоје и покушава да их спаси.

## Епизоде
| Сезона | Сезона | Епизоде | Епизоде | Оригинална објава | Оригинална објава | Оригинална објава |
| Сезона | Сезона | Епизоде | Епизоде | Премијера         | Финале            | Мрежа             |
| ------ | ------ | ------- | ------- | ----------------- | ----------------- | ----------------- |
|        | 1.     | 10      | 10      | 23. јануар 2020.  | 26. март 2020.    |                   |
|        | 2.     | 10      | 10      | 3. март 2022.     | 5. мај 2022.      |                   |
|        | 3.     | 10      | 10      | 16. фебруар 2023. | 20. април 2023.   |                   |